# Willy Semedo
Willy Semedo (Montfermeil, 27 april 1994) is een Frans voetballer die doorgaans als linksbuiten speelt. In 2020 debuteerde hij voor het Kaapverdisch voetbalelftal.

## Clubcarrière
Semedo speelde in de jeugd bij COSM Arcueil Football, Montrouge FC, CO Vincennes, Boulogne-Billancourt en opnieuw Montrouge FC.
Bij laatstgenoemde club startte hij zijn seniorencarrière. Semedo sloot zich in de zomer van 2014 aan bij de Cypriotische vierdeklasser Alki Oroklini. Met de club klom hij van de vierde naar de tweede klasse. Daar werd hij in eerste seizoen meteen kampioen in de B' Kategoria, waardoor de Fransman in het seizoen 2017/18 in de hoogste klasse uitkwam.
In januari 2018 verhuisde Semedo echter naar Sporting Charleroi. In zijn debuutseizoen bij Charleroi speelde hij slechts twee wedstrijden in Play-off I, waarop hij in het seizoen 2018/19 werd uitgeleend aan KSV Roeselare. Die uitleenbeurt werd geen groot succes: ondanks het feit dat de Fransman elf wedstrijden speelde voor de West-Vlamingen, werd hij na zes maanden al teruggestuurd naar Charleroi. In februari 2019 ging hij op huurbasis naar Politehnica Iași. Medio 2019 ging hij voor Grenoble Foot 38 spelen in de Ligue 2.
Na twee seizoenen bij Grenoble, waarmee Semedo in het seizoen 2020/21 kort bij promotie naar de Ligue 1 zat, ondertekende Semedo een tweejarig contract bij de Cypriotische eersteklasser Pafos FC. Daar speelde hij anderhalf jaar. In januari 2023 maakte hij de overstap naar de Saoedische tweedeklasser Al-Faisaly FC.

## Interlandcarrière
Op 7 oktober 2020 maakte Semedo zijn interlanddebuut voor Kaapverdië: in de vriendschappelijke wedstrijd tegen Andorra kreeg hij een basisplaats.
| Interlands van Willy Semedo     | Interlands van Willy Semedo     | Interlands van Willy Semedo     | Interlands van Willy Semedo     | Interlands van Willy Semedo     | Interlands van Willy Semedo     | Interlands van Willy Semedo     |
| No.                             | Datum                           | Wedstrijd                       | Uitslag                         | Soort Wedstrijd                 | Doelpunten                      |                                 |
| Als speler bij Grenoble Foot 38 | Als speler bij Grenoble Foot 38 | Als speler bij Grenoble Foot 38 | Als speler bij Grenoble Foot 38 | Als speler bij Grenoble Foot 38 | Als speler bij Grenoble Foot 38 | Als speler bij Grenoble Foot 38 |
| ------------------------------- | ------------------------------- | ------------------------------- | ------------------------------- | ------------------------------- | ------------------------------- | ------------------------------- |
| 1.                              | 7 oktober 2020                  | Andorra – Kaapverdië            | 1 – 2                           | Vriendschappelijk               | -                               |                                 |
| 2.                              | 10 oktober 2020                 | Kaapverdië – Guinee             | 1 – 2                           | Vriendschappelijk               | -                               |                                 |
| Totaal                          | Totaal                          | Totaal                          | Totaal                          | Totaal                          | -                               |                                 |

Bijgewerkt tot 21 april 2021

## Erelijst
Alki Oroklini
- B' Kategoria

2016/17